# جو اشلی
جو اشلی (انگلیسی: Joe Ashley; ۱۰ ژوئن ۱۹۳۱ – ۲۴ اوت ۲۰۰۸) بازیکن فوتبال اهل بریتانیا بود.
از باشگاه‌هایی که در آن بازی کرده‌است می‌توان به باشگاه فوتبال یورک سیتی اشاره کرد.